# 燕赵镇
燕赵镇，是中华人民共和国河北省保定市曲阳县下辖的一个乡镇级行政单位。

## 行政区划
燕赵镇下辖以下地区：
东么罗二队村、东么罗三队村、西么罗村、南管头村、中管头村、管头庄村、燕赵村、北留营村、郑留营村、西沟南村、东沟南村、南留营村、寺留营村、北平乐村、中平乐村、南平乐村、北头村、强留庄村、怀安村、留营庄村、西沿里村和北管头村。